# Bertram Turetzky
Bertram Turetzky (* 14. Februar 1933 in Norwich (Connecticut)) ist ein amerikanischer Kontrabassist, der als Virtuose, Instrumentalpädagoge, Komponist und Improvisator tätig ist. Turetzky gilt als eine der Schlüsselfiguren bei der Wiederentdeckung des Kontrabasses als Soloinstrument in der klassischen Musik. Er ist in den unterschiedlichsten Genres, von der Musik der Renaissance und Barockmusik über die Wiener Klassik und Neue Musik bis hin zu Klezmer, Weltmusik und Jazz tätig.

## Leben und Wirken
Turetzky wuchs in Connecticut auf. Er war zunächst vom Jazz begeistert und studierte Musikgeschichte bis zum Master auf der University of Hartford, wo er zunächst auch im Sinfonieorchester spielte und eine Assistenzprofessur bekleidete. 1964 legte er sein erstes Album vor, auf dem er Werke der amerikanischen Komponisten George Perle, Edgard Varèse, Donald Martino, Kenneth Gabburo, Ben Johnston und Charles Whittenburg interpretierte. Als Virtuose trat er auch den Konzertbühnen der Vereinigten Staaten, Lateinamerikas, Europas und Australiens auf, vom sinfonischen Rahmen bis zum Solokonzert. Seit 1955 wurden ihm zahlreiche Kompositionen für Kontrabass gewidmet, etwa von Iannis Xenakis, Donald Erb oder Michael Finnissy. Für seine eigenen Kompositionen, die ebenfalls den Kontrabass in den Mittelpunkt stellen, erhielt er Auszeichnungen.
Weiterhin arbeitete er mit Charles Mingus (für sein eigenes Album New Music for Contrabass, 1976). In den letzten Jahren veröffentlichte er eine Reihe von Aufnahmen mit Musikern des Modern Creative und der improvisierten Musik wie George Lewis, Vinny Golia oder Wadada Leo Smith, aber auch seiner Frau, der Flötistin Nancy Turetzky. Auf dem Total Music Meeting 2003 trat er mit Richard Teitelbaum und Anne LeBaron auf.
Turetzky lehrte als Hochschullehrer an der University of California, San Diego. Zu seinen Studenten gehören Mark Dresser (der heute seine Professur innehat), Mario Pavone und Karl E. H. Seigfried.
Turetzky ist der Autor des Standardwerks The Contemporary Contrabass und Mitherausgeber der Buchreihe The New Instrumentation. Weiterhin verfasste er eine Einführung zu Pops Fosters Autobiographie.

## Diskographie (Auswahl)
- Contrabassist Advance FGR-1, 1964.
- The Virtuoso Double Bass, Medea Records, 1966.
- The New World of Sound, Ars Nova, 1969.
- The Contemporary Contrabass (Musik von John Cage, Ben Johnson, und Pauline Oliveros), Nonesuch Records, 1969–70.
- Dragonetti Lives, Takoma Records, 1975.
- A Different View, Folkways Records 1982.
- Bertram Turetzky/Vinny Golia Intersections 9 Winds Label, 1990.
- Second Avenue Klezmer Ensemble, Traditions and Transitions Second Avenue, 1992.
- Compositions and Improvisations 9 Winds Records, 1993.
- Pacific Parable, Orphan Records, 1993.
- Wadada Leo Smith, Vinny Golia, Bertram Turetzky Prataxis 9 Winds Records, 1997.
- George E. Lewis, Bertram Turetzky Conversations Incus Records, 1998.
- Barre Phillips / Bertram Turetzky / Vinny Golia Trignition 9 Winds Records, 1998.
- Bertram Turetzky / Mike Wofford Transition & Transformation, mit George Lewis, Glen Campell, Mary Lindblom, Lorie Kirkell, Kristin Korb, Nine Winds Records, 2000.
- Bertram Turetzky/Damon Smith Thougtbeetle BPA, 2007.
- Bertram & Nancy Turetzky Spirit Song: Music for Contrabass & Flute Imaginary Chicago Records, 2011.